# Franz Wihan

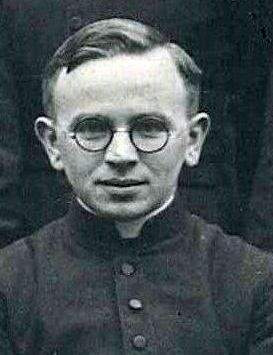
Franz Wihan (1934)

Franz Wihan (* 8. März 1908 in Huntířov/Güntersdorf; † 10. März 1940 in Sternberg) war ein deutscher römisch-katholischer Geistlicher und Märtyrer.

## Leben
Franz Wihan wurde in Güntersdorf bei Königinhof an der Elbe geboren. Er studierte Katholische Theologie am Priesterseminar in Königgrätz und wurde am 29. Juni 1934 zum Priester geweiht. Er war Kaplan in Karlsbrunn und nach 1938 Pfarradministrator in Sattel, östlich Neustadt an der Mettau. 1939 wurde er denunziert und von der Gestapo verhaftet. Nach einem Jahr Haft in  Landskron und Sternberg starb er am 10. März 1940 an den erlittenen Misshandlungen. Er war 32 Jahre alt.

## Gedenken
Die Römisch-katholische Kirche in Deutschland hat Franz Wihan als Märtyrer aus der Zeit des Nationalsozialismus in das deutsche Martyrologium des 20. Jahrhunderts aufgenommen.